# Негативна процентна ставка
Негативна процентна ставка  — процентна ставка номіналом менше нуля, при якій банк утримує плату за збереження грошей. Вона є частиною монетарної політики періоду кризи та покликана стимулювати інвестування грошей в реальний сектор економіки.  При введенні негативної процентної ставки банкам вигідніше  видавати дешеві кредити, ніж зберігати гроші у центральному банку, а вкладникам вигідніше інвестувати гроші, ніж зберігати їх у банках. Негативна процентна ставка спричиняє зростання інфляції та є засобом боротьби з дефляцією.
Зазвичай, негативна процента ставка застосовується до суми перевищення певного ліміту, що  вважається значним, та не застосовується до невеликих депозитів.

## Історія
Ідею оподатковувати депозити першим висловив наприкінці XIX століття німецький економіст Сильвіо Гезель. У 1930-х цю ідею також розглядали Ірвінг Фішер та Джон Кейнс.
Де-факто перший приклад застосування негативної процентної ставки здійснила Швейцарія у 1970-і роки.
2016 року Японія ввела від’ємну проценту ставку для боротьби з багаторічною дефляцією.
Після економічної кризи 2008 року ряд європейських країн вводив негативну ставку: Швеція (2009, 2010, 2015-2020), Данія (2012), Угорщина (2016).
2014 року Європейський центральний банк ввів негативну процентну ставку для єврозони. Цей захід був скасований 2022 року для приборкання зростання інфляції.